# Medinaceli
Medinaceli is een gemeente in de Spaanse provincie Soria in de regio Castilië en León met een oppervlakte van 205,37 km². Medinaceli telt 741 inwoners (1 januari 2016).

## "Toro Jubilo" festival
Het "Toro Jubilo" is een jaarlijks terugkerend evenement dat plaatsvindt in het centrum van Medinaceli in de nacht van 12 op 13 november. Het hoogtepunt is het in brand steken van de horens van een stier die vastgebonden werd aan een paal in het midden van de Plaza Mayor. Hiervoor wordt op het plein een tijdelijke arena gebouwd. Daarna wordt de stier opgejaagd en gefolterd tot de dood volgt. Het gebruik heeft heidense wortels uit de bronstijd en geniet een speciale culturele status.